# Macanal

Localização de Macanal no departamento de Boyacá.

Macanal é um município no departamento de Boyacá, na Colômbia.